# Pacifico da Cerano
Pacifico da Cerano, noto anche come Pacifico da Novara (Cerano, 1424 circa – Sassari, 4 giugno 1482), è stato un teologo italiano dell'Ordine dei frati minori; fu beatificato, per equipollenza, da papa Benedetto XIV nel 1745.

## Biografia
Apparteneva alla famiglia Ramati.

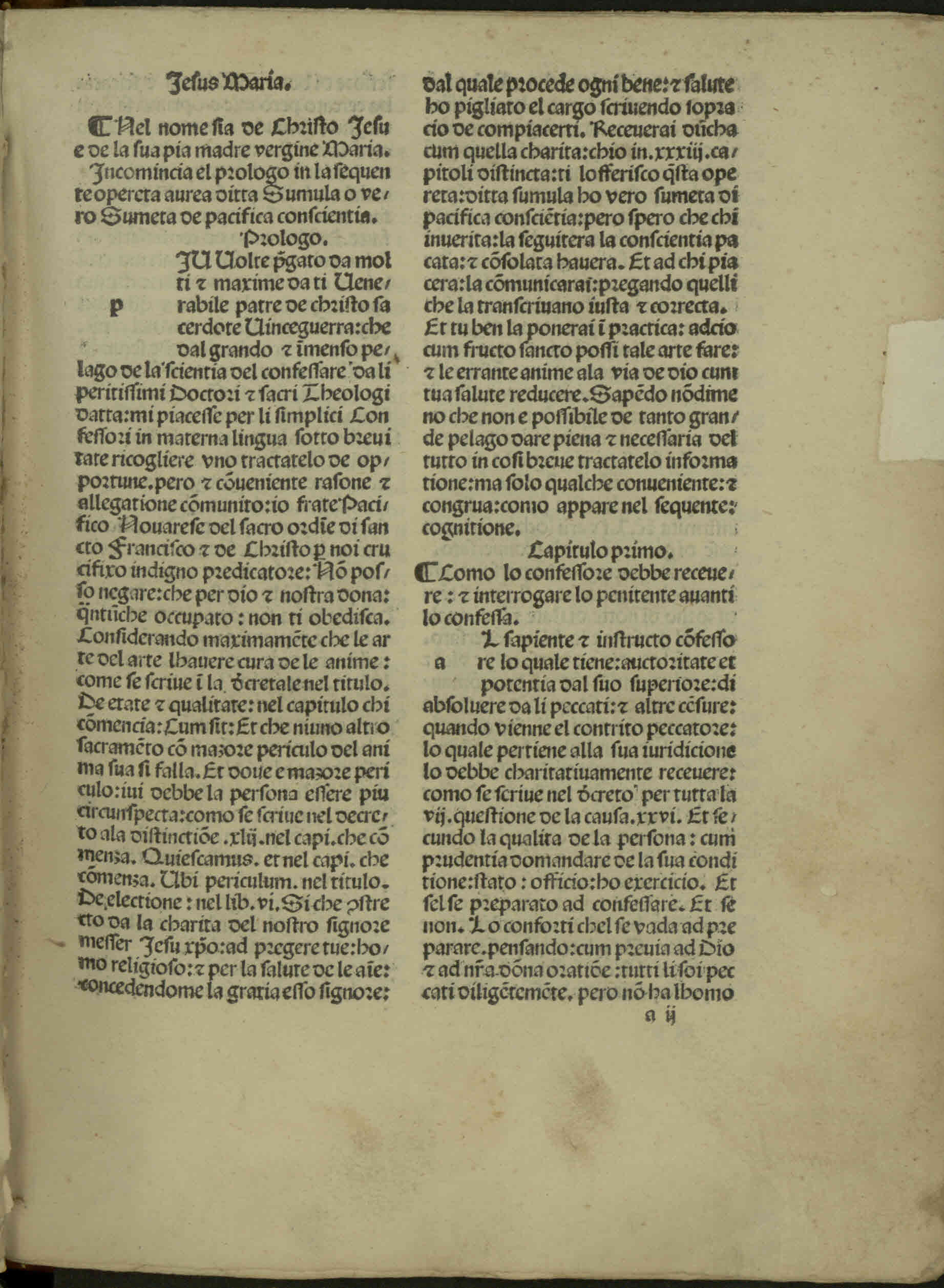
Prologo di Sommola di pacifica coscienza, 1497

Persi entrambi i genitori, fu educato dai benedettini del monastero novarese di San Lorenzo e, in seguito, abbracciò la vita religiosa tra i minori osservanti del convento di San Nazzaro della Costa: ordinato sacerdote, fu inviato alla Sorbona di Parigi per proseguire gli studi e conseguì il titolo di dottore.
Predicò numerose missioni in Italia, soprattutto in Lombardia e Liguria. Nel 1474 pubblicò la Sommetta della coscienza pacifica, divulgata sotto il nome di Summa pacifica, redatta in volgare.
Promosse il culto mariano nella sua borgata natale e vi fece erigere una cappella dedicata alla Vergine.
Papa Sisto IV lo inviò in missione in Sardegna, una prima volta, nel 1471 e poi, con l'ufficio di nunzio apostolico, nel 1480, al tempo dell'invasione di Maometto II, per bandire una crociata. Morì proprio in Sardegna nel 1482 e fu sepolto, secondo i suoi desideri, a Cerano.

## Culto
Il barnabita Carlo Bascapè, vescovo di Novara, lo definì "insigne per dottrina e santità, conforto e presidio della sua patria": il suo culto fu approvato da papa Benedetto XIV il 7 luglio 1745.
Il suo elogio si legge nel martirologio romano al 4 giugno.

## Opere
- Sommola di pacifica coscienza, Brescia, Battista Farfengo, 1497  [1474].